# Theodor Aufrecht
Theodor Aufrecht (7 janvier 1822 à Leschnitz en province de Silésie - 3 avril 1907 à Bonn) est un indianiste allemand. Il est connu pour son catalogue de manuscrits composés en sanskrit appelé Catalogus Catalogorum.

## Œuvres
- A Catalogue of Sanskrit Manuscripts in the Library of Trinity College, Cambridge (1869). Theodor Aufrecht. Éd. Kessinger Publishing, 2010.  (ISBN 9781165281978).
- Catalogus catalogorum: An alphabetical register of Sanskrit works and authors, Volumes 2 à 3. Theodor Aufrecht. Éd. F. A. Brockhaus, 1896.
- Florentine Sanskrit manuscripts. Theodor Aufrecht. Printed by G. Kreysing, 1892.